# Un asunto de honor
Un asunto de honor es un relato del escritor Arturo Pérez-Reverte, datado, al final del mismo, en “La Navata, julio 1994”, al cual se le incluyó posteriormente un apéndice (datado en “Tarifa, septiembre 1995”) titulado “Un Asunto de honor”, se convirtió en Cachito, título este de la adaptación cinematográfica realizada por Enrique Urbizu en 1996.

## Sinopsis
Manolo Jarales Campos, un camionero de 27 años, ex presidiario, llega en su Volvo 800 Magnum al puticlub del portugués Almeida. Allí alterna con la Nati, hermanastra de María, de 16 años, que con un libro de piratas sueña con ver el mar. Al saber que Manolo se dirige a Faro, en Portugal, junto al mar, María se esconde en el compartimiento con litera detrás de la cabina del camión de Manolo, quien se había quedado prendado de ella. Pero al darse cuenta de su presencia, y  pese a que ella le confiesa que tanto la Nati como Almeida le han vendido por cuarenta mil duros su virgo a Máximo Larreta, un especulador enriquecido, y que al día siguiente éste piensa cobrárselo, Manolo la devuelve al puticlub. Pero al ver el libro de María, La isla del tesoro, que ha olvidado en el camión, y no pudiéndosela quitar de la cabeza, vuelve por ella. Irrumpe en el puticlub y violentamente consigue llevársela, escapando hacia el sur. Tras ellos van Almeida, la Nati y Porky, el vigilante nocturno, quien conduce un coche de la funeraria de Larreta, para quien trabaja de día. En el motel El Pato Alegre, los fugitivos hacen el amor. Justo en ese momento, irrumpen en la habitación los perseguidores. Porky noquea a Manolo. Almeida, que considera su trato con Máximo Larreta un asunto de honor, viéndolo frustrado, decide marcar a María en la cara y entregársela gratis. Pero antes de que esto ocurra, Manolo se espabila y violentamente consigue escapar de nuevo con María en su camión. Llegan a su destino, y en la playa María ve por primera vez el mar. Llegan también los perseguidores. Almeida empuña una pistola. Manolo, decidido a matar o morir por María, saca una navaja y, «con un par de cojones», va por el portugués.